# Gladeview
Gladeview ist  ein census-designated place (CDP) im Miami-Dade County im US-Bundesstaat Florida. Das U.S. Census Bureau hat bei der Volkszählung 2020 eine Einwohnerzahl von 14.927 ermittelt. 

## Geographie
Gladeview grenzt an die Großstädte Miami (im Osten) und Hialeah (im Westen) und bildet mit diesen einen gemeinsamen urbanen Raum. Der CDP wird von den Florida State Roads 9 und 934 durchquert bzw. tangiert. Gladeview hat über die Stationen Northside und Martin Luther King Station Anschluss an die Vorortbahn Miami-Dade Metrorail in Richtung Kendall (Endstation Dadeland South) und Medley (Endstation Palmetto). An der nahegelegenen Transfer Station besteht eine Umsteigemöglichkeit zwischen der Metrorail und der Tri-Rail.

## Demographische Daten
Laut der Volkszählung 2010 verteilten sich die damaligen 11.535 Einwohner auf 4056 Haushalte. Die Bevölkerungsdichte lag bei 1747,7 Einw./km². 17,4 % der Bevölkerung bezeichneten sich als Weiße, 75,2 % als Afroamerikaner, 0,1 % als Indianer und 0,2 % als Asian Americans. 4,6 % gaben die Angehörigkeit zu einer anderen Ethnie und 2,4 % zu mehreren Ethnien an. 24,2 % der Bevölkerung bestand aus Hispanics oder Latinos.
Im Jahr 2010 lebten in 43,8 % aller Haushalte Kinder unter 18 Jahren sowie 25,1 % aller Haushalte Personen mit mindestens 65 Jahren. 69,8 % der Haushalte waren Familienhaushalte (bestehend aus verheirateten Paaren mit oder ohne Nachkommen bzw. einem Elternteil mit Nachkomme). Die durchschnittliche Größe eines Haushalts lag bei 3,12 Personen und die durchschnittliche Familiengröße bei 3,67 Personen.
33,2 % der Bevölkerung waren jünger als 20 Jahre, 27,5 % waren 20 bis 39 Jahre alt, 25,8 % waren 40 bis 59 Jahre alt und 13,4 % waren mindestens 60 Jahre alt. Das mittlere Alter betrug 31 Jahre. 47,6 % der Bevölkerung waren männlich und 52,4 % weiblich.
Das durchschnittliche Jahreseinkommen lag bei 24.990 $, dabei lebten 44,0 % der Bevölkerung unter der Armutsgrenze.
Im Jahr 2000 war Englisch die Muttersprache von 74,32 % der Bevölkerung, spanisch sprachen 22,48 % und 3,20 % hatten eine andere Muttersprache.